# Vykáň
Vykáň är en ort i Tjeckien.   Den ligger i regionen Mellersta Böhmen, i den centrala delen av landet, 28 km öster om huvudstaden Prag. Vykáň ligger 211 meter över havet och antalet invånare är 306.
Terrängen runt Vykáň är platt. Runt Vykáň är det ganska tätbefolkat, med 239 invånare per kvadratkilometer. Närmaste större samhälle är Černý Most, 16,9 km väster om Vykáň. Trakten runt Vykáň består till största delen av jordbruksmark.